# Roșcani, Iași
Roșcani este un sat în comuna cu același nume din județul Iași, Moldova, România.